# Тодор Кабалиев
Тодор Георгиев Кабалиев е български духовник и революционер, деец на Вътрешната македоно-одринска революционна организация.

## Биография
Георги Попов е роден на 28 септември 1866 година в малкотърновското село Стоилово, тогава в Османската империя. Ръкоположен е за свещеник на 29 юни 1896 година в църквата „Св. Стефан“ в Цариград. В началото на 1903 година Михаил Герджиков, Пано Ангелов и Никола Равашола създават в Стоилово революционен комитет, в който влизат Тодор Кабалиев, председател, Георги Попов - секретар-касиер и членове Михаил Тодоров Команджиоглу, Райко Димов и Димо Касъров. Участва в Илинденско-Преображенското въстание от 1903 година, по време на което е заловен и заточен. Служи като свещеник в църквата „Св. Илия“ в родното си село и в тази в село Извор. Умира на 17 ноември 1935 година в Извор.